# Madiha Kamel
Pour les articles homonymes, voir Kamel.
Madiha Kamel est une actrice égyptienne, née en 1948 à Alexandrie, morte en 1997 au Caire.

## Biographie
Elle est née le 3 août 1948 à Alexandrie (mais certaines sources, dont IMDb, la font cependant naître en 1946).  En 1963, alors qu’elle est adolescente, sa famille emménage au Caire. Accompagnée par sa mère, elle se présente à un concours pour de mannequinat. Elle est retenue et effectue quelques défilés pour des couturiers.
A 17 ans, elle est mariée par sa famille à un homme nettement plus âgé qu’elle, dont elle divorce 3 ans plus tard. Elle est remarquée par un réalisateur, Ahmed Diaa Eddine, qui l’encourage à se lancer comme actrice. Elle accepte une de ses propositions de rôle et joue dans Une fille anormale, sorti en 1964, et termine ses études. Elle enchaîne d’autres rôles secondaires avec d’autres réalisateurs, et obtient son premier rôle principal bien plus tard, dans un film sorti en 1978, Monter vers l’abîme, de Kamal al-Cheick, avec comme acteur dans l’autre rôle principal Mahmoud Yassine. Dans ce film d'espionnage à succès, elle interprète le rôle d'une espionne égyptienne qui trahit son pays. Elle a 30 ans et est désormais célèbre,.

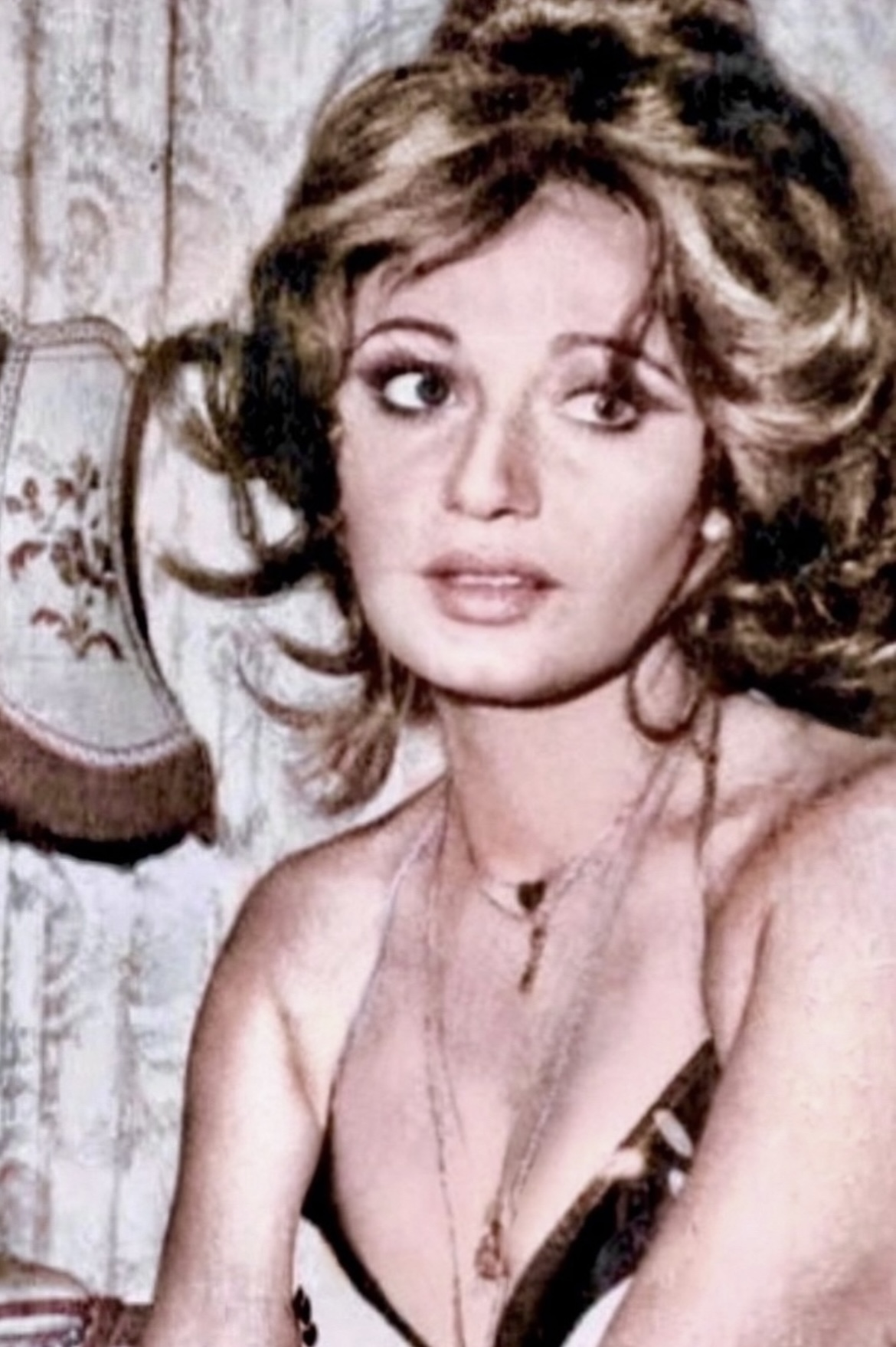
Madiha Kamel en 1970s

Dans les personnages qu’elle est amenée à interpréter, elle est souvent confrontée à des situations dramatiques. En 1981, elle rencontre le succès notamment dans le film de Raafat al-Mihi, sorti en 1981, Des yeux toujours éveillés. Dans ce film, son personnage est l’épouse d’un homme égoïste et brutal qui possède un garage dans lequel travaille également son frère cadet, qui convoite l’entreprise. Elle tombe amoureuse de ce frère et devient enceinte. L’accouchement est difficile. Les deux frères s’affrontent. Le cinéaste al-Mihi évoque indirectement, avec ce film, l’évolution de la société égyptienne, l’appétit de propriété et de réussite économique qui ébranle les valeurs traditionnelles. Par pure coïncidence, deux jours après la sortie du film, le président Anouar el-Sadate, le successeur de Nasser, est assassiné, le 6 octobre 1981, par des militaires durant une parade filmée,  au cri de « Mort au Pharaon ». L’Égypte amorce aussi, de façon brutale, en ce début des années 1980, un tournant politique.
En 1993, en plein tournage du film Les Portes de Satan, elle apprend qu’elle est atteinte d’un cancer du sein. Sans participer au tournage des dernières séquences du film, elle se rend à l'étranger pour se faire opérer. Traitée mais pas complètement guérie, elle renonce à sa carrière. Elle décide de mettre le voile et de faire le pèlerinage à La Mecque. En 1996, elle est hospitalisée une nouvelle fois durant des mois. Se sachant condamnée, elle quitte l'hôpital pour décéder finalement chez elle, en début d'année 1997,.

## Filmographie (extrait)
- 1964 : Fatât châdhdhah (Une fille anormale), film d’Ahmed Diaa Eddine.
- 1966 : Thalatehoun yawm fi-l-sig’n (30 jours en prison), film de Niazi Moustapha.
- 1969 : Les Sept Bâtards (Quella dannata pattuglia) de Roberto Bianchi Montero : Lisa (non créditée)
- 1970 : Dalâl al-massriyyah (Dalal l’Égyptienne), film de Hassan al-Imam.
- 1977 : Soleil des hyènes, film (tunisien) de Ridha Béhi.
- 1978 : al-Sou’oud ilâ al-hâwiyah (Monter vers l’abîme), film de Kamal al-Cheick.
- 1981 : ‘Ouyoun lâ tanâm (Des yeux toujours éveillés), film de Raafat al-Mihi.
- 1982 : Al Salakhanâh (Al Salakhana), film d’Ahmed al-Sabaawi
- 1983 : al-Qadiyyah raqam wâhid (Le procès numéro 1), film de Mouhannad al-Ansari.
- 1983 : Darb al-hawâ (La Ruelle de l’amour), film de Houssam El-Din Mustafa
- 1984 : Banât Iblîs (Les Filles de Satan), film d’Ali Abdel Khalek.
- 1985 : Malaff fî-l-âdâb (Fiché à la police des mœurs), film d’Atef al-Tayyeb.
- 1986 : Lâ taudam-mirnî ma’ak (Ne me détruit pas avec toi), film de Mohamed Abdel Aziz.
- 1988 : al-Foulous wa-l-wouhouch (L’Argent et les Monstres), film d’Ahmed al-Sabaawi.
- 1989 : al-’Agouz wa-l-baltaguî (Le Vieillard et le Truand), film d’Ibrahim Afifi.
- 1990 : El-Arafeet (Les Diables), film de Houssam El-Din Mustafa.
- 1990 : Chawader (Châwadir), film d’Ibrahim Afifi.
- 1993 : Bawwâbat Iblîs (Les Portes de Satan), film de Adel al-Aassar.